# Cryptaphis rostrata
Cryptaphis rostrata är en insektsart. Cryptaphis rostrata ingår i släktet Cryptaphis och familjen långrörsbladlöss. Inga underarter finns listade i Catalogue of Life.